# Machimus formosus
Machimus formosus är en tvåvingeart som först beskrevs av James Stewart Hine 1918.  Machimus formosus ingår i släktet Machimus och familjen rovflugor. Inga underarter finns listade i Catalogue of Life.